# Kurt Koch
Kurt kardinál Koch (* 15. března 1950 Emmenbrücke, Švýcarsko) je švýcarský římskokatolický kněz, současný prefekt Dikasteria pro podporu jednoty křesťanů a bývalý biskup bazilejský.

## Život
Kurt Koch studoval teologii na Ludwig-Maxmiliánově univerzitě v Mnichově a na univerzitě v Lucernu, kterou absolvoval v roce 1975. V roce 1982 obdržel kněžské svěcení a začal působit ve farnosti Sv. Marie v Bernu. V roce 1986 se stal docentem dogmatiky a morální teologie na katechetickém institutu v Lucernu. Od roku 1989 působil jako profesor na ekumenickém institutu Lucernské univerzity. V roce 1995 byl zvolen basilejskou dómskou kapitulou za basilejského biskupa a 6. ledna 1996 přijal biskupské svěcení z rukou papeže Jana Pavla II. V letech 2007 až 2009 byl předsedou švýcarské biskupské konference.
S platností od 1. července 2010 jej papež Benedikt XVI. jmenoval prezidentem Papežské rady pro jednotu křesťanů jako nástupce po Walteru Kasperovi a udělil mu hodnost titulárního arcibiskupa. Kardinálem byl jmenován na konzistoři 20. listopadu 2010, od roku 2010 je Koch také členem Kongregace pro nauku víry, od roku 2011 je také členem Kongregace pro blahořečení a svatořečení.